# Заболоття (Смолевицький район, Заболотська сільська рада)
Заболоття (біл. вёска Забалоцьце) — село в складі Смолевицького району Мінської області, Білорусь. Село є адміністративним центром Заболотської сільської ради, розташоване в центральній частині області.